# Amerykański smok Jake Long
Amerykański smok Jake Long (ang. American Dragon: Jake Long) – serial animowany stworzony przez The Walt Disney Company, emitowany na kanale Disney Channel w latach 2005–2007.

## Fabuła
Większość ludzi wyobraża sobie smoki jako potwory, które żyją, by zabijać. Prawdziwe smoki są jednak inne, na co dzień są zwykłymi ludźmi. Stanowią granicę między światem ludzkim i magicznym. Smocze moce dziedziczy się w co drugim pokoleniu. Jednym ze smoków jest 13-letni Jake Long. Jego moce pomaga mu opanować jego dziadek, Lao Shi (chiński smok) wraz z mówiącym psem, Fu Hau. Jake jest pierwszym w historii amerykańskim smokiem. Dodatkowo w Nowym Jorku działa tajna organizacja Łowców, zajmująca się unicestwianiem smoków oraz tępieniem istot magicznych.

## Główni bohaterowie
- Jake Long: Nastoletni chłopiec o chińsko-amerykańskich korzeniach, który potrafi przemieniać się w smoka. Jest energiczny, pewny siebie i posługuje się młodzieżowym slangiem. Jake stara się pogodzić życie zwykłego nastolatka z obowiązkami obrońcy magicznego świata.
- Luong Lao Shi: Dziadek Jake'a i były chiński smok. Prowadzi sklep elektroniczny na Canal Street i pełni rolę mentora oraz trenera Jake'a w sztuce smoczej transformacji i ochrony magicznych istot.
- Fu Dog: 600-letni magiczny pies rasy shar pei, wierny towarzysz Lao Shi. Często służy Jake’owi radą oraz wsparciem w jego misjach.
- Trixie Carter: Jedna z najlepszych przyjaciółek Jake’a. Jest bystra, bezpośrednia i ma cięty język. Trixie jest również miłośniczką mody, ale potrafi zachować zdrowy rozsądek w trudnych sytuacjach.
- Arthur P. „Spud” Spudinski: Drugi z najlepszych przyjaciół Jake'a. Choć na pierwszy rzut oka wydaje się powolny, potrafi zaskoczyć błyskotliwymi spostrzeżeniami. Ma fotograficzną pamięć i zna na pamięć wszystkie dzieła Szekspira.
- Haley Kay Long: Siedmioletnia młodsza siostra Jake'a, również posiadająca smocze moce. Jest inteligentna, utalentowana i często rywalizuje z bratem, starając się udowodnić swoją wartość.
- Susan Luong-Long: Matka Jake'a i Haley, która nie posiada smoczych zdolności, gdyż pominęły one jej pokolenie. Stara się utrzymać w tajemnicy magiczne dziedzictwo rodziny przed swoim mężem.
- Jonathan Long: Ojciec Jake'a i Haley, pochodzący ze Środkowego Zachodu Stanów Zjednoczonych. Nie jest świadomy magicznych zdolności swojej rodziny. W finale serii odkrywa prawdę, ale akceptuje ją, dostrzegając wyjątkowość swoich bliskich.
- Rose/Huntsgirl: Koleżanka ze szkoły i obiekt uczuć Jake'a, która w tajemnicy jest członkinią Huntsclanu – organizacji polującej na magiczne istoty. Jej relacja z Jakiem jest skomplikowana z powodu ich podwójnych tożsamości.
- Profesor Hans Rotwood: Nauczyciel Jake'a o niemieckich korzeniach, obsesyjnie zainteresowany istnieniem magicznych stworzeń. Próbuje odkryć tożsamość Amerykańskiego Smoka, nie zdając sobie sprawy, że to jego uczeń.

## Obsada

### Seria pierwsza
Producenci:
- Jeff Goode
- Eddie Guzelian
- Matt Negrete
- Christian Roman

Dyrekcja:
- Christian Roman

Emisja odcinków:
- Laura McCreary

Producent serii:
- Larry Johnson

### Seria druga
Producenci:
- Eddie Guzelian
- Matt Negrete
- Steve Loter

Dyrekcja:
- Steve Loter
- Nick Filippi

### Aktorzy
- Danté Basco – Jake
- Amy Bruckner –
  - Haley,
  - Millie Fillmore
- Keone Young – Lao Shi
- John DiMaggio – Fu Hau
- Miss Kittie – Trixie
- Charlie Finn – Spud
- Mae Whitman – Rose/Łowczyni
- Jeff Bennett –
  - Łowca,
  - Jonathan Long
- Clancy Brown – Czarny Smok
- Sandra Oh – Sun Park
- Kyle Massey – #88
- Nicholas Brendon – #89
- Lauren Tom – Susan Long
- Paul Rugg – Profesor Rotwood